# Liste der Kulturdenkmale in Fischbach (Luxemburg)
In der Liste der Kulturdenkmale in Fischbach sind alle Kulturdenkmale der luxemburgischen Gemeinde Fischbach aufgeführt (Stand: 15. Juli 2025).

## Kulturdenkmale nach Ortsteil

### Angelsberg
| Bild           | Bezeichnung                    | Lage                       | Beschreibung | Stufe | Eingetragen seit |
| -------------- | ------------------------------ | -------------------------- | --- | ----- | ---------------- |
| Weitere Bilder | Teile des Schlosses Meysemberg | (Karte)                    | Unter Denkmalschutz stehen die Gebäude des Schlosses, die nicht innerhalb der Gemeinde Fels liegen. Zur Beschreibung siehe Liste der Kulturdenkmale in Fels (Luxemburg)#Meysemburg. | PCN   | 27. Juni 2008    |
| Weitere Bilder | Kirche St-Corneille            | rue de l'Eglise (Karte)    | Die katholische Filialkirche wurde im neoromanischen Stil gestaltet und ersetzt einen um 1570 errichteten Vorgängerbau. Der Vorgängerbau wurde 1883 abgerissen. Die Pläne für den Neubau stammen von dem Architekten Charles Arendt. Die einschiffige Kirche mit drei Achsen besitzt einen vorgestellten Turm und eine eingezogene fünfseitige Apsis. | PCN   | 11. Februar 2022 |
| Bauernhof      | Bauernhof                      | 6, rue de l’Eglise (Karte) | Das lang gestreckte Quereinhaus mit Satteldach wurde im spätbarocken Stil als Kernbau eines Winkelhofs in der zweiten Hälfte des 18. Jahrhunderts errichtet. Bis spätestens 1824 wurde der Seitenflügel des Hofs verlängert. Der Seitenflügel wurde 25 Jahre später abgebrochen und stattdessen neue Wirtschaftsgebäude beidseits an das Wohnhaus angebaut. Der zweigeschossige Putzbau mit Sandsteingliederungen liegt traufseitig an einem Vorhof und besitzt eine repräsentative Fassade mit fünf einheitlich gestalteten Achsen mit Mezzaninfenstern. In der Ausführung offenbart das Gebäude seinen spätbarocken Ursprung. | PCN   | 2. März 2022     |

### Fischbach
| Bild                                     | Bezeichnung                              | Lage                                                              | Beschreibung | Stufe | Eingetragen seit  |
| ---------------------------------------- | ---------------------------------------- | ----------------------------------------------------------------- | --- | ----- | ----------------- |
| Gebäude                                  | Gebäude                                  | 2, rue du Moulin (Karte)                                          | Der spätbarocke Bauernhof ist ein Quereinhaus mit dreiachsigem Wirtschaftstrakt und vierachsigem Wohntrakt. Der Hof wurde zwischen 1756 und 1758 errichtet. Seit der Restaurierung des Hofs im Jahr 2006 erscheint der verputzte Hof als homogener, barocker Baukörper. | PCN   | 15. Juni 2007     |
| Gebäude                                  | Gebäude                                  | 10, rue Grande-Duchesse Charlotte (Karte)                         | Der unter dem Namen „A Mären“ bekannte Winkelhof befindet sich im Ortszentrum an der Kreuzung der Rue Grand-Duchesse Charlotte und der Rue du Lavoir. Das zweigeschossiges Wohnhaus mit Mezzaningeschoss wurde laut Inschrift über der hofseitigen Tür im Jahr 1809 um- oder auch neu gebaut. Nur 20 Jahre später wurde laut Inschrift 1829 eine Scheune angebaut und vermutlich zeitgleich oder früher die Fassade zur Rue Grand-Duchesse Charlotte im klassizistischen Stil verändert. Im Jahr 1845 wurde laut Keilstein der Haustür ein zweistöckiges Arbeiterhaus im Anschluss an die Scheune gebaut. In der Mitte des Erdgeschosses sitzt in der fünfachsigen Fassade ein Sandsteinportal. Es ist dreifach gestaffelt. Die seitlichen Portalgewände bestehen aus zwei gleich breiten, rückspringenden Lisenen. nach hinten versetzt. Über einem Sturzgesims wird die Gestaltung der Türgewände in einer Supraporte weitergeführt. Das Gebäude wird von einem schiefergedeckten Krüppelwalmdach abgeschlossen.                                                                                             | PCN   | 21. November 2008 |
|                                          | Überreste der Fischbacher Schmelzen      | am Hang östlich der CR119 zwischen Heffingen und Ködingen (Karte) | | PCN   | 16. Dezember 2015 |
|                                          | Archäologische Fundstätte                | „bei der Schaeferei“ (Karte)                                      | | PCN   | 10. Dezember 2021 |
|                                          | Gebäude                                  | 7, rue de l'Eglise (Karte)                                        | Der zweistöckige Putzbau ist ein schlichtes Vorderhaus aus dem beginnenden 19. Jahrhundert, das größere Hinterhaus entstand hundert Jahre später. Laut Inschrift wurde das Gebäude 1927 von Johann Rodenbour (1863–1928) errichtet Das dreiachsige Gebäude mit rustiziertem Sandsteinsockel wird von einer steinernen Traufe und einem mit Schiefer englisch gedeckten Krüppelwalmdach abgeschlossen. | PCN   | 11. Februar 2022  |
|                                          | Wegekreuz                                | „Grauebuesch“ (Karte)                                             | | PCN   | 11. Februar 2022  |
| Wegekreuz                                | Wegekreuz                                | 1, rue Grande-Duchesse Charlotte (Karte)                          | Das hölzerne Wegkreuz auf einem Mauervorsprung ist im Stil der vor allem im alpenländischen Raum anzutreffenden „Marterln“ gefertigt. Es besteht aus einem langen lateinischen Kreuz mit einer rautenförmigen Rückwand, das von einem breiten Schutzdach geschützt wird. In der Mitte sitzt eine metallene Christusfigur am Kreuz. | PCN   | 11. Februar 2022  |
| Weitere Bilder                           | Kirche St-Georges                        | rue de l’Eglise (Karte)                                           | Auf der Fläche der Kirche ist eine Kapelle nachweisbar, die vom Knappen Johann von Fischbach in der ersten Hälfte des 13. Jahrhunderts, gestiftet worden ist. Anfang des 19. Jahrhunderts wurde diese für die Gemeinde zu klein. Im Jahr 1846 wurde der mittelalterliche Bau abgebrochen und bei dem „Districts-Bauconducteur“ Anton Hartmann Pläne für eine neue Kirche in Auftrag gegeben und 1851 fertiggestellt. In den Jahren 1955 bis 1958 erhielt der Chor zwei niedrige Anbauten für Heizung und Sakristei. Das dreischiffige Langhaus mit vier Achsen wird von einem eingezogenen, fünfseitigen Chor abgeschlossen. Die verputzten Seitenfassaden des Baus werden von steinsichtigen Strebepfeilern geprägt. In den mehrfach profilierten Sandsteingewänden sitzen langgestreckte Spitzbogenfenster mit zweigeteiltem Maßwerk und Vierpass. Im Südwesten wird die Hauptfassade aus unverputztem Sandstein durch eine neogotische Erscheinung bestimmt. | PCN   | 11. Februar 2022  |
| Wegekreuz                                | Wegekreuz                                | 3, rue Grande-Duchesse Charlotte (Karte)                          | Das steinerne Kreuz im Ortskern von Fischbach sitzt auf einem balusterähnlichen Schaft mit quadratischem Sockel, der von einer betonierten Konsole getragen wird. Mögliches Erbauungsjahr ist das im Sockel eingravierte und verwitterte 1769. Bekrönt ist der Schaft mit einem Lilienkreuz auf einer dreifach getreppten Sockelplatte. | PCN   | 2. März 2022      |
| Gebäude                                  | Gebäude                                  | 12, rue Grande-Duchesse Charlotte (Karte)                         | Das zweigeschossige Wohnhaus mit ehemaligem Wirtschaftsgebäude erscheint als vierachsiger Putzbau mit Zugang zum Wohnhaus in der dritten Achse. Das Wohnhaus liegt rückversetzt von der Straße an ei-nem kleinen Vorhof. Es erscheint als vierachsiger Putzbau. Nach Osten befindet sich neben einem angebauten Schuppen in der ersten der drei Achsen der rückwärtige Hauszugang. | PCN   | 2. März 2022      |
| Gebäude                                  | Gebäude                                  | 3, rue de l’Eglise (Karte)                                        | Der zweistöckige Putzbau zeigt sich als klassizistischer Bau mit barocken Elementen. Nach Osten zur Straße ist die Fassade in fünf Achsen regelmäßig gegliedert. Die in ihrer Anlage barocke Freitreppe zum mittig gelegenen Hauseingang beginnt einarmig, um auf einem Absatz als leicht gekrümmte zweiarmige Treppe zum Hauseingang zu führen. Die auffällige Haustür stammt aus den 1930er Jahren. | PCN   | 2. März 2022      |
| Bauernhof                                | Bauernhof                                | 2, rue du Lavoir (Karte)                                          | Das spätbarocke zweigeschossige Wohnhaus entstand 1764und wurde im Jahr 1780 um das vierachsige Wohnhaus und später um ein rechtwinklig angrenzendes Wirtschaftsgebäude erweitert. Im 18. Jahrhundert wurden die Gebäude bis auf das heutige Wohnhaus abgebrochen. Nach 1979 wurde das vierachsige Haus nach Norden durch Überbauung der Reste von 1764 und nach Süden durch die Aufstockung eines früheren Schuppens erweitert. Die spätbarocke Formensprache des Putzbaus hat sich bewahrt. | PCN   | 2. März 2022      |
| Bauernhof und ehemaliges Eisenhüttenwerk | Bauernhof und ehemaliges Eisenhüttenwerk | 1, rue du Moulin (Karte)                                          | Schon 1318 stand hier eine Kornmühle mit drei Mühlrädern, die bis 3 bis 1950 betrieben wurde und deren Obergeschosse 2012 einem Neubau wichen. Zu Beginn des 19. Jahrhunderts wurde beidseits der Mühle ein Eisenhüttenwerk errichtet. Das lang gestreckte Hauptgebäude des Streuhofs wurde ursprünglich als Büro-, Wohn- und Lagergebäude des Eisenhüttenwerks errichtet. Nach dem Verkauf der Liegenschaft an den niederländischen König und luxemburgischen Großherzog Wilhelm III. im Jahr 1850, pachtete Auguste Metz 1852 beide Hochöfen Fischbachs. Die Produktion der Öfen wurde aufgegeben, als Metz 1857 einen zweiten, und kurze Zeit später dritten, koksbetriebenen Hochofen in Eich in Betrieb nahm. Danach wurden die Mühle und das verbliebene Eisenhüttengebäude zum landwirtschaftlichen Betrieb umgewidmet und 1955 die frühere Lagerhalle zum Wirtschaftsgebäude mit Stall und Scheune umgebaut. | PCN   | 2. März 2022      |
|                                          | Wegekreuz                                | rue Saint Nicolas (Karte)                                         | In einer gewölbten Nische der Stützmauer an der westlichen Auffahrt zum Schloss Fischbach befindet sich ein Wegkreuz aus dem 18. Jahrhundert, das ursprünglich als Segensstation der Fronleichnamsprozessionen diente. Die schlichte Bildtafel zeigt eine einfache Jesusfigur gekreuzigt an einem erhabenen Kreuz. Der Aufsatz ist etwas breiter als der Schaft und sitzt zu den Seiten leicht ausladend auf. Die Frontseite des Altars zeigt über seine gesamte Fläche eine profiliert gerahmte Schrifttafel in Form eines Vierpasses mit spitzen Profilierungen in den Schnittkanten. In ihrem Inneren trägt sie die Inschrift „MICHAL / FLICK / MDCCLXX“. | PCN   | 2. März 2022      |
| Weitere Bilder                           | Schloss Fischbach                        | rue Saint Nicolas (Karte)                                         | Das Fischbacher Schloss besteh Taus einem zwischen Spätbarock und Frühklassizismus entstandenen zweistöckigen Putzbau mit Risaliten und Walmdach. erbaut wurde es auf Resten einer Burg, die spätestens im 11. Jahrhundert auf einigen hochaufragenden Felsen erbaut worden war. Im Jahr 1635 wurde die Burg während des Dreißigjährigen Kriegs durch polnische Soldaten in Brand gesetzt und zerstört. Der Fischbacher Herr Edmond de Schwartzenberg ließ danach ein Schlossgebäude nach Plänen von Michel Odenhoven errichten. Im Jahr 1686 wurde das Schloss an Jacques-Ignace de Cassal († 1720) verkauft. Der südliche Schlossvorplatz und der barocke Schlossgarten wurden um 1704 zum abfallenden Hang durch vorgelagerte Lagerräume und Stützmauern befestigt, um eine terrassierte Ansicht vom Tal zu schaffen. Zum Vorplatz erhielt das Schloss 1764 zwei deutlich vorgerückte Seitenrisalite und einen flachen Mittelrisalit, außerdem wurde die Schlossanlage dreiseitig geschlossen. Im Jahr 1891 kam das Anwesen in den Besitz der großherzoglichen Familie von Nassau, der es bis heute gehört. | PCN   | 2. März 2022      |
| ehemalige Schmiede                       | ehemalige Schmiede                       | „Fiissen“ (Karte)                                                 | Die ehemalige Schmiede wurde vermutlich bald nach 18241 errichtet und besteht aus einem zweigeschossigen Wohnhaus mit östlichem eingeschossigem Anbau und westlich gelegenem Ökonomiegebäude. Sie wurde vermutlich als Huf- und Beschlagschmiede für die schweren Wagen der Kohle-, Erz-, und Rohstahltransporte des Eisenhüttenwerks an der Weißen Ernz gebaut und lag verkehrsgünstig zwischen den beiden Produktionsorten der Eisenhütte, dem Hochofen und der Hüttenschmiede. Die Schmiede liegt von der Straße leicht zurückversetzt an einem gepflasterten Vorplatz. Wohnhaus, Werkstatt und Stallungen haben zum Vorplatz ihre Hauptfassade, die verputzt und im spätbarock- klassizistischen Stil gestaltet ist. Das dreiachsige Wohnhaus mit einachsigem Anbau besitzt über dem Quaderputz des Sockels langgestreckte Öffnungen mit geraden Sandsteingewänden. | PCN   | 2. März 2022      |
|                                          | „Neue Schmelz“ („Nei Schmelz“)           | nahe der CR119 (Karte)                                            | Der Fischbacher Baron Ignace-Antoine de Cassal begann um 1745 oder 1761 mit der Verhüttung von Eisenerz. Nach dem Tode Cassals wurden das Werk und die Schmiede an Charles-Joseph Collart verkauft, der den ersten Hochofen Fischbachs abreißen ließ. Im jähr 1813 baute Collarts ältester Sohn, Hubert Joseph Collart (1773–1822), 500 Meter südlich der Schmiede einen zweiten Hochofen. Den neuen Hochöfen trieb er mit vier Wasserrädern an und produzierte dort weißes Roheisen, das sich auch zu Stahl weiterverarbeiten lässt. Die Fischbacher Anlage bestand aus Lagergebäuden, dem Hochofen und der rund 500 Meter entfernten Schmiede. Die Grundmauern des Hüttenwerks sind noch vorhanden, außerdem der Schmelzweiher und die Außenmauern des Ofengebäudes sichtbar. Vom Hochofen sind die wichtigsten Elemente erhalten. | PCN   | 2. März 2022      |
|                                          | Wegekreuz                                | rue Grande-Duchesse Charlotte (Karte)                             | Auf dem Grundstück des Fischbacher Schlosses steht ein Wegkreuz auf der Stützmauer an der Böschung zur Hauptstraße Rue Grande-Duchesse Charlotte. Der Fuß des Kreuzes ist bis zum Schulteransatz in die Mauer eingelassen. Auf diesem baut sich ein prismatischer Schaft auf, dessen mittig eingearbeitete Jahreszahl durch die Verwitterung kaum mehr zu entziffern ist In seinem oberen Bereich schließt eine umlaufende Hohlkehle mit einem abgerundeten trapezförmigen Abschluss den Schaft ab. Darauf sitzt ein flaches Eisenkreuz mit einem kleinen profilierten Sockel. | PCN   | 2. März 2022      |
| Gebäude                                  | Gebäude                                  | 14, rue Grande-Duchesse Charlotte (Karte)                         | Das schlichte, zweistöckige Wohnhaus ist unter dem Namen „An Zieden“ und seit 2003 auch unter „Finnchen“ bekannt. Es gehörte zunächst zum Bauernhof der Nummer 12 und wurde spätestens 1824, vermutlich aber noch im 18. Jahrhundert, auf dessen nördlicher Parzellengrenze errichtet. Insbesondere zur Straße sind spätbarocke Fenstergewände in Sandstein erhalten. | IS    | 23. März 2011     |
| Bauernhof                                | Bauernhof                                | 6, rue Grande-Duchesse Charlotte (Karte)                          | Der Dreikanthof befindet sich im Ortszentrum. Das zweistöckiges Wohnhaus mit sieben Achsen und klassizistischem Portal liegt von der Hauptstraße zurückversetzt, die Scheune ist nach Westen vorgelagert, ein Nebengebäude erstreckt sich nach Osten. Einige spätbarocke Elemente, wie die östliche Hofmauer, zur Straße sind erhalten, das genaue Erbauungsdatum der Gebäude ist jedoch unbekannt, auch wenn eine Inschrift über der Eingangstür auf das Jahr 1840 als prägende Bauphase verweist. Der verputzte Baukörper ist zum Hof auf einen glatt geputzten Sockel aufgesetzt und wird von steinsichtigen Ecklisenen und einem Fries gefasst. Über der Steintraufe mit stark ausgeprägter Hohlkehle schließt ein Krüppelwalmdach den Baukörper ab. | IS    | 8. September 2015 |

### Ködingen
| Bild             | Bezeichnung      | Lage                 | Beschreibung | Stufe | Eingetragen seit |
| ---------------- | ---------------- | -------------------- | --- | ----- | ---------------- |
| Schloss Ködingen | Schloss Ködingen | an der CR119 (Karte) | Das klassizistische Schloss besteht aus einem dreigeschossigen Herrenhaus und vorgelagerten, früheren Wirtschaftsgebäude mit Tordurchfahrt. Spätestens 1812 ließ der Industrielle Charles Joseph Collart (1725–1812) das Anwesen bauen. Zuvor hatte er 1803 das Schloss Fischbach, die Fischbacher Eisenhütte und die dazugehörigen Ländereien erworben. Auch die Schlösser in Dommeldange, Schengen und Bettembourg gehörten ihm. Im Jahr 1836 erwarb es Auguste Garnier, den Verwalter der Fischbacher Hütte, danach gehörte es zwischen 1847 und 1854 Louis-René de Berthier. In der Folgezeit wechselte das Anwesen häufig den Besitzer.                                            | PCN   | 2. März 2022     |
| Wegekreuz        | Wegekreuz        | (Karte)              | Das spätbarocke Wegkreuz besteht aus einem steinernen Kreuzaufsatz mit gekreuzigter Christusfigur, dessen Fuß von sich rollen Voluten mit pflanzlichen Motiven gebildet wird, zwischen denen eine vierblättrige Blüte liegt. Getragen wird der Kreuzaufsatz von einem sich leicht nach oben verjüngenden Schaft, der auf einem modernen Sockel mit massiver Deckenplatte ruht. Der Schaft zeigt in seiner Frontfläche eine Sonnenmonstranz mit Strahlenkranz im Relief. Im würfelförmigen Fuß ist der Schaft etwas breiter gestaltet und trägt die Inschrift „NICOLAS / PAQUET / ELISABETHA / PERLL / 1840“. Nach oben schließt der Schaft mit einem mehrfach profilierten Kapitell ab. | PCN   | 2. März 2022     |
| Bauernhof        | Bauernhof        | Haus Nr. 3 (Karte)   | | PCN   | 22. Februar 2023 |

### Schiltzberg
| Bild | Bezeichnung | Lage                                                           | Beschreibung | Stufe | Eingetragen seit |
| ---- | ----------- | -------------------------------------------------------------- | --- | ----- | ---------------- |
|      | Wegekreuz   | an der Kreuzung Schiltzberg/rue de Schiltzberg (CR130) (Karte) | Das spätbarocke Wegkreuz stammt aus dem Jahr 1843. Es besteht aus einem griechischen Kreuz mit sich geringfügig verbreiternden Kreuzarmen und geschweiften Enden. Am Fuße des Kreuzes rollen sich Voluten mit pflanzlichen Motiven ein, darunter liegt ein Blätterfries In der Mitte sitzt ein wenig erhabenes Kruzifix mit einer stark verwitterten Christusfigur. Ein schmuckloser, kurzer Schaft trägt den Aufsatz. Er steht auf einem massiven Sockel mit wuchtiger Deckplatte. | PCN   | 2. März 2022     |

### Schoos
| Bild           | Bezeichnung             | Lage                      | Beschreibung | Stufe | Eingetragen seit |
| -------------- | ----------------------- | ------------------------- | --- | ----- | ---------------- |
| Weitere Bilder | Kirche St-Jean-Baptiste | Haaptstrooss (Karte)      | Die katholische Filialkirche wurde 1823 errichtet und ist ein schlichter Putzbau mit drei Achsen mit Rundbogenfenstern und dreiseitig geschlossener Giebelseite nach Westen. Im Jahr 1962 wurde die Kirche saniert und architektonisch aufgewertet. | PCN   | 11. Februar 2022 |
| Wegekreuz      | Wegekreuz               | Haaptstrooss (Karte)      | | PCN   | 11. Februar 2022 |
|                | Wegekreuz               | 8, rue de l’Ecole (Karte) | | PCN   | 2. März 2022     |
| Gebäude        | Gebäude                 | 10, Haaptstrooss (Karte)  | Das Wohnhaus wurde Ende der 1930er Jahre als dreistöckige Villa auf einem nahezu quadratischen Grundriss errichtet und schließt mit einem Mansarddach mit Krüppelwalm ab. Der Kubus springt in mehreren Ebenen vor und zurück und wird an drei Fassadenseiten von Balkonen und Terrassen aufgelockert. Ein Eckrisalit mit Zeltdach gestaltet die zweiachsigen Fassade. Das Erdgeschoss bildet mit seinem bossierten Mauerwerk das Sockelgeschoss. | PCN   | 2. März 2022     |
| Bauernhof      | Bauernhof               | 29, Haaptstrooss (Karte)  | Der Parallelhof mit zweistöckigem Quereinhof besteht aus einem fünfachsigen Wohnhaus und einer achtachsigen Scheune. Im Hof befinden sich ein Wirtschaftsgebäude und eine Scheune. Der Hof mit einem nach Osten liegenden Nebengebäude vermutlich zwischen 1778 und 1784 erbaut. | PCN   | 2. März 2022     |
|                | Bauernhof               | 1, rue du Puits (Karte)   | Der Winkelhof wurde zu Beginn des 19. Jahrhunderts als Streckhof gebaut. Der Hof gliedert sich in ein fünfachsiges und zweigeschossiges Wohnhaus und einen niedrigeren, lang gestreckten Wirtschaftstrakt. Ein offen gehaltener Seitentrakt ist winkelförmig angefügt. In der Mittelachse des Wohnhauses befindet sich die doppelflügelige Holztür mit Oberlicht und klassizistischem Sandsteingewände.                                           | PCN   | 2. März 2022     |
| Wegekreuz      | Wegekreuz               | Oller Grund (Karte)       | Das als „Theisskräiz“ bezeichnete Wegkreuz besteht aus einem Steinkreuz auf einer Sockelplatte. In Form eines lateinischen Kreuzes verschmälert sich der etwa ein Meter hohe Schaft im oberen Drittel. | PCN   | 2. März 2022     |
|                | Wegekreuz               | Daebecht (Karte)          | Das in einem Wiesental stehende Kreuz aus dem 18. Jahrhundert besteht aus einem gemauerten Sockel mit Schaft und einer schlichten Bildtafel mit Kreuz. Gestiftet wurde es von Peter Olinger, dem der Hof in der 29, Haaptstrooss und Ländereien gehörten. | PCN   | 2. März 2022     |

### Weyer
| Bild                     | Bezeichnung              | Lage                 | Beschreibung | Stufe | Eingetragen seit |
| ------------------------ | ------------------------ | -------------------- | --- | ----- | ---------------- |
| Weitere Bilder           | Kapelle Notre-Dame       | (Karte)              | Die ehemalige Filialkirche ist ein hoher Putzbau mit eingezogenem, fünfseitig geschlossenem Chor und niedrigem Dachreiter aus der Renaissance. Die heutige Kirche wurde von Gerard von Schwarzenberg und seiner Frau Dorothea von Naves 1612 errichtet. Im Jahr 1671 baute man nach Norden eine Sakristei mit Gewölbe an. Zum Ende des 18. Jahrhunderts wurde das Dach des Kirchenschiffs verändert. Nach dem Ersten Weltkrieg wurde die Kirche als Lager benutzt. Im Zweiten Weltkrieg diente die Kirche während der Ardennenoffensive als Lager für bis zu 40 Soldaten. Nach dem Krieg war die Kirche in einem baufälligen Zustand. Der Abriss konnte verhindert werden und die Kirche wurde 1960 saniert. Dabei wurde das Gewölbe über dem Schiff durch eine Flachdecke ersetzt. Das äußere Erscheinungsbild der Kirche wird aber bis heute durch ihre Substanz aus dem 17. und 18. Jahrhundert geprägt. | PCN   | 11. Februar 2022 |
| Bauernhof                | Bauernhof                | Haus Nr. 1 (Karte)   | Der ehemalige Bauernhof wird heute als Reithof genutzt. Im Zentrum des Gebäudekomplexes liegt das klassizistische Wohnhaus und die gegenüberliegende Scheune. Weitere Nebengebäude wurden im Zuge des letzten Besitzerwechsels neu aufgebaut und die Anlage wurde nach Nordwesten ausgedehnt. Das genaue Erbauungsdatum des Hauses ist unbekannt, es soll aber auf den Fundamenten eines Vorgängerbaus aus dem 16. Jahrhundert errichtet worden sein. Spätestens seit 1824 besteht das heutige Wohnhaus als fünfachsiger und zweigeschossiger Bau mit Krüppelwalmdach. An das Wohnhaus schließt nach Osten ein einachsiger und eingeschossiger Anbau mit einem Pultdach an. Der südwestlich ausgerichtete Trakt, der dem Hof die Y-Form gegeben hat, entwickelte sich später. | PCN   | 2. März 2022     |
| Bauernhof                | Bauernhof                | Haus Nr. 2 (Karte)   | Der „a Sinnesch“ genannte Streuhof wurde 1729 errichtet. Der Komplex mit einem dreiachsigen Wohnhaus und einem gegenüberliegenden Schuppen. Als Erbauer werden im Türsturz Michell Nehw und Anna Engeln genannt. Zu Beginn des 19. Jahrhunderts bestand der Haupttrakt aus zwei Gebäudeteilen, die winkelförmig zueinander standen. Die Lücke zwischen den Gebäuden wurde bis 1824 durch einen zweiachsigen Bau geschlossen. Der etwas höhere Anbau schließt auf gleicher Traufhöhe an das ältere Wohnhaus an. | PCN   | 2. März 2022     |
| Bauernhof                | Bauernhof                | Haus Nr. 3 (Karte)   | Das spätbarocke Bauernhaus mit Krüppelwalmdach, genannt „a Stroncken“, trägt die Jahreszahl 1780 und wurde wohl von Laurentius Zeitiger erbaut. Die sechsachsige, verputzte Fassade des Wohnhauses wurde in den 1990er Jahren aufwendig saniert. Die Türgewände in Sandstein sind im Stil des Rokoko aufwendig gestaltet, die Fenstergewände einfacher gestaltet. | PCN   | 2. März 2022     |
| Wegkapelle mit Bildstock | Wegkapelle mit Bildstock | Auf dem Gehr (Karte) | Am nördlichen Rand der Straße nach Fischbach befindet sich etwas außerhalb von Weyer eine Wegkapelle mit Bildstock. Die Kapelle ist stilistisch in die gleiche Entstehungszeit wie der ins Jahre 1773 datierte Bildstock einzuordnen. Der auf dem Kreuz genannte Petrus Kahn ist wahrscheinlich Stifter des Ensembles. Die im barocken Baustil errichtete Wegkapelle ist ca. fünf Meter hoch, zwei Meter breit und 1,5 Meter tief schließt mit einem schiefergedeckten Satteldach ab. Zur Straße eist sie bogenförmig geöffnet. Den steinsichtigen Fassadenteil bilden gemauerte Sandsteinquader. Der Bildstock ist ein mächtiges über 4 Meter hohes, gelb gestrichenes Kreuz aus Sandstein. | PCN   | 2. März 2022     |

Legende: PCN – Immeubles et objets bénéficiant des effets de classement comme patrimoine culturel national; IS – Immeubles et objets inscrits à l’inventaire supplémentaire

## Quelle
- Liste des immeubles et objets beneficiant d’une protection nationales, Nationales Institut für das gebaute Erbe, Fassung vom 12. September 2022, S. 38 ff. (PDF)
- Nationale Inventarisierung der Baukultur im Großherzogtum Luxemburg – Gemeinde Fischbach (PDF; 12 MB)

- Karte mit allen Koordinaten:
- OSM |
- WikiMap

Bad Mondorf |
Bartringen |
Bauschleiden |
Bech |
Beckerich |
Befort |
Berdorf |
Bettemburg |
Bettendorf |
Betzdorf |
Bissen |
Biwer |
Burscheid |
Bous-Waldbredimus |
Clerf |
Colmar-Berg |
Consdorf |
Contern |
Dalheim |
Diekirch |
Differdingen |
Dippach |
Düdelingen |
Echternach |
Ell |
Ernztalgemeinde |
Erpeldingen an der Sauer |
Esch an der Alzette |
Esch an der Sauer |
Ettelbrück |
Fels |
Feulen |
Fischbach |
Flaxweiler |
Frisingen |
Garnich |
Goesdorf |
Grevenmacher |
Grosbous-Wahl |
Habscht |
Heffingen |
Helperknapp |
Hesperingen |
Junglinster |
Käerjeng |
Kayl |
Kehlen |
Kiischpelt |
Koerich |
Kopstal |
Lenningen |
Leudelingen |
Lintgen |
Lorentzweiler |
Luxemburg |
Mamer |
Manternach |
Mersch |
Mertert |
Mertzig |
Monnerich |
Niederanven |
Nommern |
Parc Hosingen |
Petingen |
Préizerdaul |
Pütscheid |
Rambruch |
Reckingen/Mess |
Redingen/Attert |
Reisdorf |
Remich |
Roeser |
Rosport-Mompach |
Rümelingen |
Saeul |
Sandweiler |
Sassenheim |
Schengen |
Schieren |
Schifflingen |
Schüttringen |
Stadtbredimus |
Stauseegemeinde |
Steinfort |
Steinsel |
Strassen |
Tandel |
Ulflingen |
Useldingen |
Vianden |
Vichten |
Waldbillig |
Walferdingen |
Weiler zum Turm |
Weiswampach |
Wiltz |
Winseler |
Wintger |
Wormeldingen